# Дезіо
Дезіо (італ. Desio) — муніципалітет в Італії, у регіоні Ломбардія, провінція Монца і Бріанца.
Дезіо розташоване на відстані близько 490 км на північний захід від Рима, 18 км на північ від Мілана, 6 км на північний захід від Монци.
Населення — 41 684 особи (2014).
Щорічний фестиваль відбувається у понеділок після першої неділі жовтня. Покровитель — Madonna del Rosario.

## Персоналії
- Родина Гавацці

## Демографія
Населення за роками:

Станом на 1 січня 2023 року в муніципалітеті офіційно проживало 4370 іноземців з 92 країн, серед них 1227 громадян країн Євросоюзу та 338 громадян України.

## Уродженці
- Ауреліо Мілані (*1934 — †2014) — італійський футболіст, нападник.

## Сусідні муніципалітети
- Бовізіо-Машіаго
- Чезано-Мадерно
- Ліссоне
- Муджо
- Нова-Міланезе
- Сереньо
- Варедо

## Видатні уродженці
- Марко Спортьєлло — італійський футболіст, воротар.